# 34737 Parkerjou
34737 Parkerjou è un asteroide della fascia principale. Scoperto nel 2001, presenta un'orbita caratterizzata da un semiasse maggiore pari a 2,2769636 au e da un'eccentricità di 0,1103039, inclinata di 7,04567° rispetto all'eclittica.